# Pietro Capocci
Pour les articles homonymes, voir Capocci.
Pietro Capocci (né v. 1200 à Rome, Italie, et mort dans la même ville le 21 mai 1259) est un cardinal italien du XIIIe siècle.

## Biographie
Pietro Capocci est un noble romain, qui contrôle l'accès au pape comme hostiarius papae de Honorius III. Il est chanoine de la basilique Saint-Pierre et prébendaire de l'église de Guilden Morden au Cambridgeshire.
Le pape Innocent IV le crée cardinal lors du consistoire du 28 mai 1244. Le cardinal Capocci est archiprêtre de la basilique libérienne et participe au  Ier concile de Lyon  en 1245. Il est légat apostolique en Allemagne et recteur et légat dans les 4 provinces des États pontificaux. Il est à la tête des armées du pape contre l'empereur Frédéric II, qui sont battues à Cingoli.
Le cardinal Capocci est administrateur du diocèse suburbicaire de Palestrina, archiprêtre de la basilique libérienne et légat a latere en Allemagne, Danemark, Suède, Pomeranie et Pologne. 
Il ne participe pas à l'élection d'Alexandre IV en 1254, parce qu'il est en Allemagne. Le cardinal Capocci est le fondateur de l'hôpital S. Antonio Abate et de l'église Santa Maria in Via Lata.